# Sickret
Sickret ist eine Nu-Metal-Band aus der schweizerischen Altstadt Sursee. 

## Geschichte
Die Band Sickret wurde im Jahr 2010 durch Timmy Michels (Gesang), Sandro Büchler (Gitarre), Stefan Fischer (Schlagzeug) und Chris Niederberger (Bass) gegründet. Zuvor hatten alle Musiker in unterschiedlichen Gruppen Erfahrungen gesammelt. Nach dem ersten Platz beim KUFA Hardcore CUP im Jahr 2012, mit dem sich Sickret gegen etliche Schweizer Bands durchsetzte, folgten weitere Konzerte u. a. mit Sick of It All, Pro-Pain, Skindred, Breakdown of Sanity, Aborted, First Blood, Jinjer, Hemlock, Undivided und Dub Trio.
Im April 2013 veröffentlichte Sickret ihr Debütalbum Pointless Appendix, das im SOS Basement Studio in Oberentfelden von Sebastian Schiess produziert wurde. Das Album erschien zunächst im Eigenvertrieb. Mit dem Erstlingswerk kam die Band zu etlichen Shows im In- und Ausland. Nach einem EMP-Supportdeal 2014 folgte im Februar 2015 eine zweiwöchige Tour durch Kuba, eine Headliner-Tour durch Osteuropa und weitere Auftritte im In- und Ausland.
Im Oktober 2016 veröffentlichte Sickret ihr zweites Album Hypocritical, das bei dem Produzenten Aljoscha Sieg (Pitchback Studio) gemixt und gemastert wurde. Gleichzeitig unterzeichnete die Band beim Plattenlabel «darkTunes Music Group», das von nun an beide Alben vertreibt. Mit dem Album veröffentlichte die Band das Musikvideo zum Track Pomme de Terre, das vom deutschen Musikmagazin Rock Hard präsentiert wurde. Zum Album Hypocritical erschienen Rezensionen im Rock Hard Magazin, Legacy, metalunderground.at und metal-heads.de.

## Stil
Sickret spielen Nu Metal mit Einflüssen von Hardcore und Rap.

## Diskografie
- 2013: Pointless Appendix
- 2016: Hypocritical
- 2018: Trapped Behind Golden Bars